# Kubratowo
Kubratowo (bułg. Кубратово) – wieś w Bułgarii; 650 mieszkańców (2010).